# Игнатова, Наталья Владимировна
Ната́лья Влади́мировна Игна́това (род. 29 мая 1975, Свердловск) — российский писатель; автор более чем двадцати книг. Пишет в жанрах фантастики (научная фантастика; боевая фантастика; детективная фантастика; космическая фантастика) и «магия фэнтези».

## Биография
Родилась 29 мая 1975 года в Свердловске.
Проучилась 2 года в Уральском государственном университете, факультет журналистики.
Автор двадцати двух книг (на 2017 год). Её дебютом в литературе стала повесть «Сказка о любви», — опубликована в 2000 году в журнале «Уральский следопыт» (написана в соавторстве с Василиной Кукаркиной).

### Личная жизнь
Замужем; проживает в Екатеринбурге.

## Публикации[1][2]
В алфавитном порядке:
- «Бастард фон Нарбэ»
- «Викки»
- «Волчья верность»
- «Врагов выбирай сам»
- «Дева и Змей»
- «Змееборец»
- «Змея в тени орла»
- «Лонгви»
- «Ничего неизменного»
- «Оса в паутине»
- «Осман (СИ)»
- «Охотник за смертью»
- «Последнее небо»
- «Принц Полуночи. Трилогия»
- «Причастие мёртвых»
- «Путь в Дамаск (СИ)»
- «Пыль небес»
- «Рыцарь из Преисподней»
- «Сказка о любви»
- «Смена климата (СИ)»
- «Таинственная незнакомка»
- «Чужая война»

## Награды
Дебютный роман Натальи Владимировны «Чужая война» занял третье место в номинации «Лучший дебют» на фестивале фантастики «Звёздный мост» в 2001 году. Этот же роман получил премию «Кинжал без Имени» от издательства «Армада».

## Лингвистический профиль
Наталья Игнатова:
Словарный запас автора — низкий. Длина предложений — малая. Диалоги используются чуть реже среднего. Процент прилагательных и глаголов сбалансирован, оба показателя близки к средним. Причастия и деепричастия автор использует в умеренном количестве. Служебные слова (местоимения, предлоги, союзы, междометия, частицы и вводные слова) — крайне редко.